# 蕭師言
蕭師言（1952年—），笔名胡又中，籍貫四川省，生於福建省，臺灣記者，現任環球時報駐台特約記者，專門發表關於臺灣政治之評論。

## 背景簡介
中國文化大學新聞系、新聞研究所結業，曾為《青年戰士報》主跑美麗島大審記者、《台灣日報》記者（至1998年為止）、《台灣日報》專欄主任、《台灣日報》採訪主任、《台灣日報》臺北特派員和中華電視公司新聞部製作人，製作過《華視新聞雜誌》。現任《環球時報》駐臺北特约記者，專門以中國大陸民眾為對象，刊登多篇議及台海兩岸議題與台灣政治人物的評論。在臺灣出版過五本書，製作過約500集的的電視政論節目，並製作或撰寫過約100集的政治、歷史、社會性電視特別節目，曾專訪過立法委員邱毅。

## 新店救護車阻擋事件
2010年12月24日，蕭師言之子國立台灣大學歷史系博士生蕭明禮於臺灣臺北縣新店市（現新北市新店區）刻意阻擋執行送醫急救勤務中之救護車，且對後方救護車比中指，過程遭救護車的行車紀錄器錄下。該事件經新聞媒體廣泛報導後，更於政論節目被進行討論。蕭師言不滿名嘴們的描述，打電話到政論節目為其子說話，其欠缺常識與同理心的狡辯言論激怒名嘴，並引起社會譁然。
事後蕭師言與其妻孫香蘭以私人關係向相關人士和機構關說，濫用中央通訊社等國家與媒體資源護航、影響社會公平性，進而引發台灣社會輿論批評。從刑事案件與道德爭議衍生出多方偏袒之處理，引起廣泛網友的不滿與憤怒，成為各界撻伐敗德特權的注目焦點。
台灣旅居日本的部落格作家酪梨壽司在Facebook上評為「明禮不明理，師言總失言」，網友再加上橫批：「一家都肖。」

### 相關爭議
- 資深媒體人陳揮文在政論節目上怒斥蕭師言：「認識幾個媒體記者，了不起喔？囂張什麼？」更向蕭師言喊話：「再讓我逮到你企圖利用媒體『喬』，我就全部公布出來！」並說道：「置入性關說就是霸凌！」[5]他又表示：「今天隨隨便便拿出一張有中指蕭簽名的紙，就說是道歉聲明，誰知道是真是假？而且更重要的是，中指蕭不只該為向救護車嗆聲一事道歉，『蕭家人更應該為關說媒體來道歉！』」[6]
- 由於蕭師言與其妻孫香蘭的頻頻關說，媒體與警方的反應導致特權爭議，引發網友憤怒以及台灣社會輿論關注與討論，被網友喻為中國大陸的「我爸是李剛事件」台灣版本[7]。

## 媒體工作
蕭師言是現任《环球人物》杂志驻台北特约记者。在鳳凰網與人民日報也寫過政治評論，以本名或筆名「胡又中」發表。
在五都選舉時，他預測國民黨在南部也有接近40%的穩固票源，不會出現民進黨在中北部小輸國民黨，而在南部大勝國民黨的結果，與開票結果相反。蕭師言還宣稱：「國民黨在最後的得票率上還是會以一到二成的優勢小勝民進黨。」但民進黨雖僅勝選兩個直轄市，得票數卻超過國民黨數十萬，網友戲稱蕭師言的預測似乎是「反指標」。

## 呼唤第四次国共合作
蕭師言在其環球時報評論呼籲第四次国共合作，他认为第四次国共合作绝对有其必要，他說2005年连战先生以国民党主席身份访问中國大陸、与胡锦涛與會之「破冰之旅」，其实已经可以说是国共第三次合作的开端，蕭師言並以反問的語氣強調，作為國父的信徒與認同者應思考推动「政治谈判的国共第四次合作」。